# دين لويس
دين لويس (بالإنجليزية: Dean Lewis)‏ هو مغن مؤلف أسترالي، ولد في 21 أكتوبر 1987 في سيدني في أستراليا.

## وصلات خارجية
- الموقع الرسمي
- دين لويس على موقع IMDb (الإنجليزية)
- دين لويس على موقع ميوزك برينز (الإنجليزية)
- دين لويس على موقع أول ميوزيك (الإنجليزية)
- دين لويس على موقع ديسكوغز (الإنجليزية)
- دين لويس على موقع قاعدة بيانات الفيلم (الإنجليزية)